# WrestleMania 33
WrestleMania 33 è stata la trentatreesima edizione dell'omonimo evento in pay-per-view prodotto annualmente dalla WWE. L'evento si è svolto il 2 aprile 2017 al Camping World Stadium di Orlando (Florida). Questa è stata la seconda WrestleMania a tenersi a Orlando dopo WrestleMania XXIV (2008). Inoltre, è stata la prima edizione ad includere la seconda Brand Extension, re-introdotta nel luglio del 2016, dopo l'abolizione della prima divisione avvenuta nell'agosto del 2011 in favore della politica SuperShow.
La canzone ufficiale dell'evento è stata Greenlight del rapper Pitbull in collaborazione con Flo Rida e LunchMoney Lewis mentre lo sponsor era l'azienda Snickers.

## Produzione
WrestleMania è considerata come l'evento di bandiera della WWE ed è stata descritta come il Super Bowl dello "sport entertainment".
Il 20 febbraio 2017 è stato annunciato che il New Day, avrebbero presenziato all'evento in veste di conduttori.

## Storyline
La quarta edizione della Battle royal in memoria di André the Giant è stata annunciata per WrestleMania, con Mojo Rawley che è stato il primo partecipante ad essere annunciato.
Nella puntata di Raw del 6 marzo Neville ha difeso con successo il Cruiserweight Championship contro Rich Swann e, nel post match, è stato intervistato da Austin Aries, il quale si è difeso dall'attacco del campione. Nella puntata di 205 Live del 14 marzo Aries ha vinto un Fatal 5-Way Elimination match che comprendeva anche Akira Tozawa, The Brian Kendrick, TJ Perkins e Tony Nese per determinarelo sfidante al Cruiserweight Championship di Neville a WrestleMania 33 eliminando per ultimo Kendrick. Un match titolato tra Neville e Austin Aries è stato dunque annunciato per il Kick-off di WrestleMania 33.
Il 12 febbraio, a Elimination Chamber, Naomi ha sconfitto Alexa Bliss conquistando lo SmackDown Women's Championship. Tuttavia, nella puntata di SmackDown del 21 febbraio, Naomi ha dovuto rendere vacante il titolo a causa di un infortunio e, quella stessa sera, Alexa Bliss ha riconquistato il titolo sconfiggendo Becky Lynch. Dopo alcune vicissitudini tra le varie lottatrici del roster di SmackDown, il General Manager Daniel Bryan ha annunciato che Alexa Bliss dovrà difendere il suo titolo da Carmella, Natalya, Mickie James e Becky Lynch; con la successiva aggiunta della rientrante Naomi, il match è diventato una Six-pack Challenge.
Nella puntata di Raw del 9 gennaio Chris Jericho ha sconfitto Roman Reigns conquistando lo United States Championship in un 2-on-1 Handicap match dove Kevin Owens era in coppia con Jericho. Nella puntata di Raw del 13 febbraio Jericho ha organizzato per Kevin Owens il "Festival dell'Amicizia", facendo dei regali al suo amico come simbolo della loro amicizia ma il "PrizeFighter", irritato, ha brutalmente attaccato Y2J, segnando la fine della loro collaborazione. Dopo un breve periodo di assenza per infortunio (kayfabe), Jericho ha fatto il suo ritorno a sorpresa il 5 marzo a Fastlane, dove ha causato la sconfitta del suo ex-amico Kevin Owens per opera di Goldberg, il quale ha strappato l'Universal Championship dalle mani del "PrizeFighter". Jericho ha dunque effettuato un turn face e successivamente, il 6 marzo a Raw, ha accettato la sfida di Owens per lo United States Championship a WrestleMania.
Nella puntata di Raw del 16 gennaio Luke Gallows e Karl Anderson hanno sconfitto Cesaro e Sheamus per squalifica ma questi hanno comunque mantenuto il Raw Tag Team Championship; in realtà Gallows e Anderson erano riusciti a vincere l'incontro schienando Cesaro dopo la Magic Killer, con lo schienamento convalidato da un secondo arbitro, tuttavia il primo arbitro, che era stato colpito precedentemente da Sheamus, ha revocato il tutto assegnando si la vittoria a Gallows e Anderson ma per squalifica (e senza dunque il cambio di titolo). Il 29 gennaio, nel Kick-off della Royal Rumble, Gallows e Anderson hanno sconfitto Cesaro e Sheamus diventando per la prima volta WWE Raw Tag Team Champions. Nella puntata di Raw del 6 febbraio Gallows e Anderson hanno difeso con successo i titoli contro Cesaro e Sheamus seppur per squalifica a causa dell'intervento di Big Cass ai danni di Anderson. Il 5 marzo, a Fastlane, Gallows e Anderson hanno difeso con successo i titoli contro Enzo Amore e Big Cass. Nella puntata di Raw del 6 marzo Gallows e Anderson hanno difeso con successo i titoli contro Enzo Amore e Big Cass seppur per squalifica a causa dell'intervento di Cesaro e Sheamus. Nella puntata di Raw del 20 marzo Gallows, Anderson, Enzo Amore e Big Cass sono stati sconfitti da Cesaro e Sheamus in un 4-on-2 Handicap match dove, qualora i due avessero perso, avrebbero dovuto rinunciare al loro incontro titolato di WrestleMania 33 per il Raw Tag Team Championship. Successivamente la stipulazione dell'incontro è stata cambiata in un Triple Threat Ladder match.  A Wrestlemania, poco prima dell'inizio del match, il New Day ha annunciato a sorpresa che il match per il titolo sarebbe stato un Fatal 4-Way Ladder match che avrebbe compreso anche gli Hardy Boyz.
Nella puntata di SmackDown del 21 febbraio The Miz ha partecipato ad una 10-man Battle Royal per decretare lo sfidante di Bray Wyatt a WrestleMania 33 per il WWE Championship ma è stato eliminato da John Cena. Nelle successive puntate di SmackDown The Miz e la moglie Maryse hanno verbalmente attaccato Cena e la sua fidanzata Nikki Bella, anche mediante l'uso di video parodia, e così il General Manager Daniel Bryan ha sancito un Mixed Tag Team match tra le due coppie a WrestleMania 33.
Alla Royal Rumble, Roman Reigns ha eliminato The Undertaker dall'incontro. Nella puntata di Raw del 13 marzo Reigns ha sconfitto facilmente Jinder Mahal nonostante uno dei mind game di Undertaker. Nella puntata di Raw del 20 marzo Reigns è stato sconfitto da Braun Strowman per squalifica a causa dell'intervento di The Undertaker che, però, è stato abbattuto dalla Spear di Reigns, sancendo così il loro match a WrestleMania 33.
Il 12 febbraio, ad Elimination Chamber, Baron Corbin è stato eliminato dall'Intercontinental Champion Dean Ambrose durante l'Elimination Chamber match con in palio il WWE Championship che, alla fine, è stato vinto da Bray Wyatt. Nelle successive puntate di SmackDown Corbin e Ambrose si sono attaccati più e più volte fino a quando, il 21 marzo, Ambrose non ha attaccato Corbin sfidandolo per WrestleMania 33 con in palio l'Intercontinental Championship.
Nella puntata di Raw del 13 febbraio Bayley, nonostante l'interferenza di Dana Brooke e grazie all'aiuto di Sasha Banks, ha sconfitto Charlotte Flair diventando per la prima volta Raw Women's Champion. Il 5 marzo, a Fastlane, Bayley ha difeso con successo il titolo contro Charlotte Flair, grazie all'intervento di Sasha Banks. Nella puntata di Raw del 6 marzo, forzata da Stephanie McMahon, Bayley ha dovuto affrontare Sasha Banks venendo sconfitta; in questo modo Sasha si è guadagnata un posto nel match per il Raw Women's Championship tra Bayley e Charlotte Flair a WrestleMania 33. Nella puntata di Raw del 20 marzo Bayley è stata sconfitta da Nia Jax in un No Disqualification match non titolato; in questo modo la Jax ha ottenuto il diritto di inserirsi nel match di WrestleMania 33 per il Raw Women's Championship. Nella puntata di Raw precedente a Wrestlemania in coppia con Sasha sconfigge Charlotte e Nia Jax.
Il 29 gennaio, alla Royal Rumble, Randy Orton ha vinto il Royal Rumble match eliminando per ultimo Roman Reigns e guadagnando così l'accesso al match titolato di WrestleMania 33 contro John Cena per il WWE Championship. Tuttavia, il 12 febbraio ad Elimination Chamber, Bray Wyatt strappato il titolo a Cena in un Elimination Chamber match che comprendeva anche AJ Styles, Baron Corbin, Dean Ambrose e The Miz. Dopo che Randy Orton, alleato di Wyatt, si è rifiutato di affrontarlo a WrestleMania, nella puntata di SmackDown del 21 febbraio è stata indetta una 10-man Battle Royal per determinare il nuovo sfidante di Wyatt per il WWE Championship ma tale battle royal è terminata in un pareggio quando AJ Styles e Luke Harper si sono eliminati a vicenda. Nella puntata di SmackDown del 28 febbraio il match per determinare lo sfidante di Bray Wyatt a WrestleMania 33 tra Harper e Styles si è concluso con la vittoria di quest'ultimo. Nella puntata di SmackDown del 7 marzo Styles ha affrontato Randy Orton (che nel frattempo si era ribellato a Wyatt) per determinare l'avversario indiscusso di Bray Wyatt a WrestleMania 33 ma è stato sconfitto.
Il 29 agosto 2016, a Raw, Triple H è intervenuto contro Seth Rollins nel Fatal 4-Way Elimination match per la riassegnazione del vacante Universal Championship favorendo Kevin Owens per la vittoria finale. Nella puntata di Raw del 23 gennaio 2017 Rollins è stato sconfitto da Sami Zayn, perdendo il suo posto nel Royal Rumble match. Nella puntata di Raw del 30 gennaio Rollins è stato attaccato alle spalle dal debuttante Samoa Joe per ordine di Triple H; questo gli ha causato un infortunio al ginocchio che lo ha tenuto dalle scene per un periodo di circa otto settimane. Rollins è tornato dall'infortunio nella puntata di Raw del 13 marzo dove ha attaccato Triple H, il quale però lo ha aggredito furiosamente al ginocchio in precedenza infortunato. Successivamente, dopo l'ennesimo attacco tra i due, è stato sancito un Non-Sanctioned match per WrestleMania 33.
A seguito di quanto successo nella 10-man Battle Royal avvenuta nella puntata di SmackDown del 21 febbraio e nel successivo match contro Luke Harper del 28 febbraio, AJ Styles ha accusato il Commissione di SmackDown Shane McMahon di averlo intralciato e, dopo una serie di attacchi, il "Phenomenal One" è stato sfidato dal Commissioner per WrestleMania 33.
Il 12 marzo 2004, a WrestleMania XX, Goldberg ha sconfitto Brock Lesnar in maniera netta. Dopo questo evento entrambi gli atleti hanno abbandonato la WWE, eccetto Lesnar che è ritornato nel 2012. Nella puntata di Raw del 10 ottobre Paul Heyman, il manager di Lesnar, ha ufficialmente sfidato Goldberg per Survivor Series. Nella puntata di Raw del 17 ottobre Goldberg si è presentato accettando la sfida di Heyman, e la settimana dopo è stato sancito il match per Survivor Series. In tale match Goldberg ha clamorosamente sconfitto Lesnar in ottantaquattro secondi. Successivamente, il 29 gennaio alla Royal Rumble, Goldberg ha eliminato Lesnar dal Royal Rumble match. Dopo che Goldberg ha sconfitto Kevin Owens a Fastlane conquistando l'Universal Championship il 5 marzo, il match tra Lesnar e lo stesso Goldberg, che era stato annunciato tempo addietro per WrestleMania, è diventato valevole per l'Universal Championship.

## Risultati
| #       | Incontri                                                                                                  | Stipulazioni                                                              | Durata |
| ------- | --- | ------------------------------------------------------------------------- | ------ |
| Kickoff | Neville (c) ha sconfitto Austin Aries                                                                     | Single match per il WWE Cruiserweight Championship                        | 15:40  |
| Kickoff | Mojo Rawley ha vinto eliminando per ultimo Jinder Mahal                                                   | André the Giant Memorial Battle Royal                                     | 14:07  |
| Kickoff | Dean Ambrose (c) ha sconfitto Baron Corbin                                                                | Single match per il WWE Intercontinental Championship                     | 10:55  |
| 1       | AJ Styles ha sconfitto Shane McMahon                                                                      | Single match                                                              | 20:35  |
| 2       | Kevin Owens ha sconfitto Chris Jericho (c)                                                                | Single match per il WWE United States Championship                        | 16:20  |
| 3       | Bayley (c) ha sconfitto Charlotte Flair, Nia Jax e Sasha Banks                                            | Fatal four-way elimination match per il WWE Raw Women's Championship      | 12:45  |
| 4       | Gli Hardy Boyz hanno sconfitto Luke Gallows e Karl Anderson (c), Enzo Amore e Big Cass e Cesaro e Sheamus | Fatal four-way tag team ladder match per il WWE Raw Tag Team Championship | 11:05  |
| 5       | John Cena e Nikki Bella hanno sconfitto The Miz e Maryse                                                  | Mixed tag team match                                                      | 9:40   |
| 6       | Seth Rollins ha sconfitto Triple H (con Stephanie McMahon)                                                | Non-sanctioned match                                                      | 25:30  |
| 7       | Randy Orton ha sconfitto Bray Wyatt (c)                                                                   | Single match per il WWE Championship                                      | 10:30  |
| 8       | Brock Lesnar (con Paul Heyman) ha sconfitto Goldberg (c)                                                  | Single match per il WWE Universal Championship                            | 4:45   |
| 9       | Naomi ha sconfitto Alexa Bliss (c), Becky Lynch, Carmella, Mickie James e Natalya                         | Six-pack challenge per il WWE SmackDown Women's Championship              | 5:35   |
| 10      | Roman Reigns ha sconfitto The Undertaker                                                                  | No-holds barred match                                                     | 23:00  |